# Иванов, Андрей Владимирович (футболист, 1972)
Андрей Владимирович Иванов (род. 4 января 1972, Орёл, РСФСР) — российский тренер, в качестве игрока выступавший на позиции вратаря.

## Карьера
Начал заниматься футболом в ДЮСШ «Спартак» (Орёл) у тренера Александра Васильевича Безручко. В 1993 году он дебютировал в ФК «Орёл».  1996 году Иванов стал основным голкипером команды и вплоть до конца сезона 2002 являлся вратарем № 1.  В сезоне 2003 провел на поле 12 матчей, пропустив в них 4 мяча. Играл в "Золотом матче" против Брянского Динамо,за выход в 1 лину.В первом дивизионе за три сезона (2004—2006) вышел на поле всего 12 раз, пропустив 15 мячей. После вылета из первого дивизиона провёл 8 матчей за «Орёл» в любительской лиге.
В сезонах 1999—2001 забил 7 мячей с 11-метровой отметки.
C 2005 года стал совмещать игровую и тренерскую карьеру в клубе.

## Достижения
«Орел»
- Победитель турнира второго дивизиона зоны «Центр»: 2003